# Far de Cordouan
El far de Cordouan és una obra d'enginyeria de l'edat Moderna edificada sobre un antic illot rocós, avui desaparegut, en la costa atlàntica francesa, al nord del Golf de Biscaia. Rep popularment el sobrenom de "Versalles de la mar" o el "Far dels Reis". És el far en actiu més antic de tota França.
Estèticament esvelt, es pot veure des de desenes de quilòmetres, atès el poc relleu de la zona. Aquest far es troba set quilòmetres mar endins a l'estuari atlàntic de la Gironda, format en confluir les desembocadures del riu Dordonya i del riu Garona. Pertany al departament (província) francès de la Gironda, a la regió de Nova Aquitània. Les poblacions més properes són, al sud, Verdon-sur-Mer i al nord, Royan.

## Història
Es va començar a construir en estil renaixentista el 1584 a càrrec de Loius de Foix, i s'enllestí la primera fase el 1611. Més endavant, s'inicià una segona fase, el 1724 en mans del Chevalier de Bitry, que ja havia construït les fortificacions de Bordeus que es complementaria en acabar el segle xviii (1782-1789, Joseph Teulère) amb una nova elevació, de trenta metres suplementaris, a fi i efecte d'aconseguir més radi d'enllumenament, ja que els mariners s'havien queixat moltíssim del poc abast del far fins aleshores. Aquesta segona fase, construïda en un estil sobri, contrasta amb els rics nivells inferiors.
El 1862 va rebre ja la classificació de "monument històric". El 1948 el far fou electrificat amb grups electrògens autònoms. El 1984 s'instal·la una làmpada de xenó de 450 Watts que assegura un potent enllumenat. Entre 2005 i 2006 es fan treballs de reforçament estructural al voltant del far (dic de 8 metres d'alçària) i d'informatització i automatització. Refet contínuament, hi treballen diferents guardes que n'asseguren la viabilitat.

## Visita i turisme
Avui en dia és un potent reclam turístic de la zona. Es calcula que rep uns vint-i-sis mil visitants anuals, en una temporada que abasta de juny a finals d'octubre. Només s'hi pot accedir en vaixell llançadora i cal fer el desembarcament en marea baixa, descalç i amb aigua fins al genoll.

## Titularitat
El far de Cordouan és propietat de l'Estat francés que, en el procés de descentralització administrativa dels darrers anys, n'ha cedit la gestió als Consells generals locals d'Aquitania i Poitou-Charente.